# ورزشگاه المپیک هلسینگبورگ
ورزشگاه المپیک هلسینگبورگ (انگلیسی: Olympic Stadium) یک ورزشگاه فوتبال در شهر هلسینگبورگ، سوئد است.
این ورزشگاه که در سال ۱۸۹۸ تأسیس شده دارای ۱۶۵۰۰ نفر ظرفیت دارد و یکی از ورزشگاه‌های جام جهانی فوتبال ۱۹۵۸ بوده است.

## نگارخانه

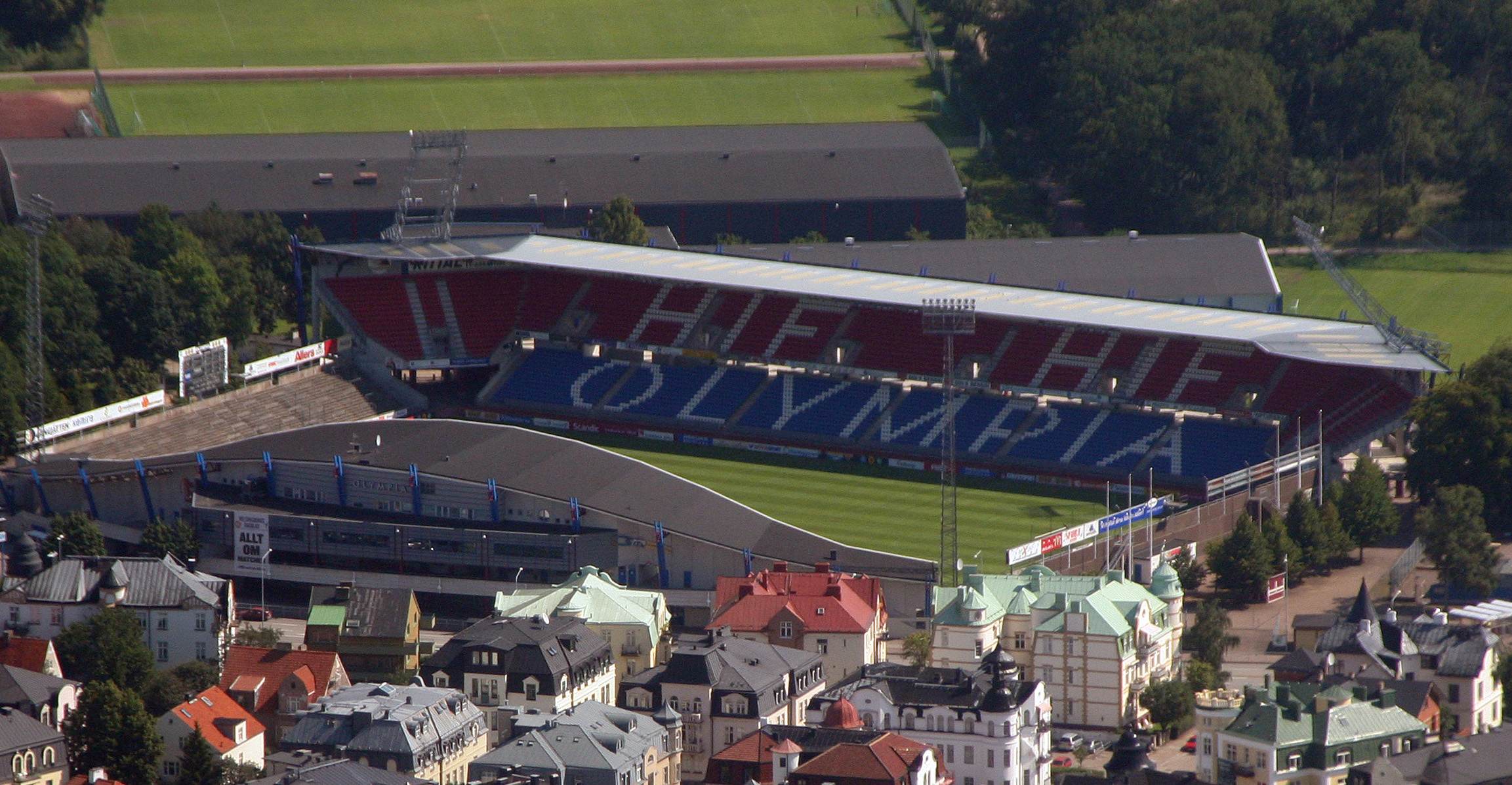